# 2014 par pays en Afrique
Les évènements de l'année 2014 en Afrique.

## Continent africain par trimestre

### Premier trimestre
- Début de l'épidémie de maladie à virus Ebola en Afrique de l'Ouest.

### Deuxième trimestre
- 22 mars[1] : sur le lac Albert, naufrage, faisant 210 morts et disparus[2],[3], d'un bateau qui ramenait d'Ouganda en RDC des réfugiés congolais.

### Troisième trimestre
- 1er août : début de l'opération Barkhane menée au Sahel par l'armée française.

## Continent africain par pays

### Afrique du Sud
- 7 mai : élections générales remportées par le Congrès national africain (ANC).
- 21 mai : élection présidentielle, Jacob Zuma est réélu.

### Algérie
- 11 février : écrasement d'un Lockheed C-130 Hercules de l'armée de l'air algérienne.
- 17 avril : élection présidentielle, Abdelaziz Bouteflika est réélu.
- 29 avril : Abdelmalek Sellal est nommé Premier ministre.

### Botswana
- 24 octobre : élections générales - le Parti démocratique du Botswana remporte la majorité au Parlement, ce qui permet au président sortant Ian Khama d'être réélu[4].

### Burkina Faso
- 30 octobre : après des manifestations violentes à Ouagadougou contre un projet de révision constitutionnelle qui devait permettre au président Blaise Compaoré de se représenter, le gouvernement et le parlement sont dissous[5].
- 31 octobre : le président Blaise Compaoré démissionne.
- 1er novembre : le lieutenant-colonel Isaac Zida s'autoproclame chef de l'État de transition[6].
- 21 novembre : Michel Kafando est investi président de transition ; Yacouba Isaac Zida devient Premier ministre.

### Cameroun
- 2 mars : combat de Fotokol.
- 7 juin : bataille de Tourou.
- Juillet : bataille de Bargaram ; combat de Kolofota.
- Août : bataille de Fotokol.
- Octobre : bataille d'Amchidé et Limani.
- Décembre : bataille d'Amchidé ; bataille d'Achigachia.

### République démocratique du Congo
- 22 avril : l'accident ferroviaire de Kamina (Katanga) fait 48 morts.

### Djibouti
- 24 mai : trois morts dans un attentat à la bombe à Djibouti[7].

### Guinée
Le pays est un des plus touchés par l'Épidémie de maladie à virus Ebola en Afrique de l'Ouest en 2014.

### Guinée-Bissau
- 13 avril : élection présidentielle, élections législatives.
- 18 mai : second tour de l'élection présidentielle, José Mário Vaz est élu.
- 4 juillet : Domingos Simões Pereira devient le nouveau premier ministre.

### Lesotho
- 30 août : le Premier ministre du Lesotho Tom Thabane se réfugie en Afrique du Sud, dénonçant un coup d'État militaire ; il revient le 3 septembre[8].

### Liberia
Le pays est un des plus touchés par l'Épidémie de maladie à virus Ebola en Afrique de l'Ouest en 2014.
- 20 décembre : élections sénatoriales.

### Madagascar
- 16 avril : Roger Kolo devient premier ministre.

### Malawi
- 20 mai : élection présidentielle remportée par Peter Mutharika[9].

### Île Maurice
- 10 décembre : élections législatives remportées par le Mouvement socialiste militant (gauche) de l'ancien premier ministre et président Anerood Jugnauth.
- 17 décembre : Anerood Jugnauth retrouve le poste de premier ministre, succédant à Navin Ramgoolam.

### Mauritanie
- 21 juin : élection présidentielle, Mohamed Ould Abdel Aziz est réélu.

### Mozambique
- 15 octobre : élections législatives et élection présidentielle, Filipe Nyusi est élu.

### Namibie
- 28 novembre : élections législatives et élection présidentielle, le premier ministre Hage Geingob est élu.

### Niger
- 9 - 10 octobre : combat de l'Azawagh pendant l'opération Barkhane.
- 30 octobre : combat de Mangaïzé.

### Ouganda
- Octobre : le gouvernement ougandais signale un cas de Fièvre hémorragique de Marbourg.

### La Réunion
- 2 janvier : le cyclone Bejisa frappe l'île.

### Sao Tomé-et-Principe
- 12 octobre : élections législatives.

### Sénégal
- 29 juin : élections régionales, municipales, rurales.
- 6 juillet : Mahammed Dionne est nommé Premier ministre en remplacement d'Aminata Touré.
- 29-30 novembre : sommet de la francophonie à Dakar.

### Sierra Leone
- 19 au 21 septembre : la population est confinée à domicile afin de lutter contre l'épidémie d'Ebola[10].
- 24 décembre : le président Ernest Bai Koroma ordonne le confinement immédiat de toute la région Nord, pour une durée de cinq jours en raison de la propagation rapide de l'épidémie d'Ebola[11].

### Somalie
- 1er septembre : Moktar Ali Zubeyr, chef du groupe islamiste Al-Shabbaab, est tué au cours d'une attaque aérienne américaine.
- 24 décembre : Omar Abdirashid Ali Shermarke redevient premier ministre, succédant à Abdiweli Cheikh Ahmed.

### Soudan du Sud
- 14 - 16 avril : bataille de Bentiu suivie de massacres.

### Tunisie
- 26 janvier : l'Assemblée constituante adopte la nouvelle Constitution.
- 29 janvier : le gouvernement Mehdi Jomaa entre en fonction.
- 26 octobre : aux élections législatives, le parti Nidaa Tounes est en tête avec 85 sièges sur 217[12].
- 23 novembre : au premier tour de l'élection présidentielle, Béji Caïd Essebsi est en tête devant le président sortant Moncef Marzouki.
- 21 décembre : Béji Caïd Essebsi est élu au second tour de l'élection présidentielle.
- 31 décembre : Béji Caïd Essebsi est investi président, succédant à Moncef Marzouki.

### Zambie
- 28 octobre : mort du président Michael Sata, le vice-président Guy Scott devient président par intérim.

### Zimbabwe
- 9 décembre : le président Robert Mugabe révoque la vice-présidente Joice Mujuru[13].